# Río Gosh
El río Gosh (del ruso: Гош) es un río de la república de Adiguesia, en Rusia, afluente por la izquierda del río Sajrai, que vierte sus aguas en el Daj, que desemboca en el Bélaya, tributario del río Kubán.

## Curso
Nace en las vertientes septentrionales del Cáucaso, 9 km al nordeste de Jamyshki (44°07′22″N 40°11′39″E / 44.12278, 40.19417). Tiene unos 11 km de longitud y desemboca en el Sajrai pasado de Novoprojladnoye (44°08′55″N 40°17′58″E / 44.14861, 40.29944).